# La fuente de 16 chorros

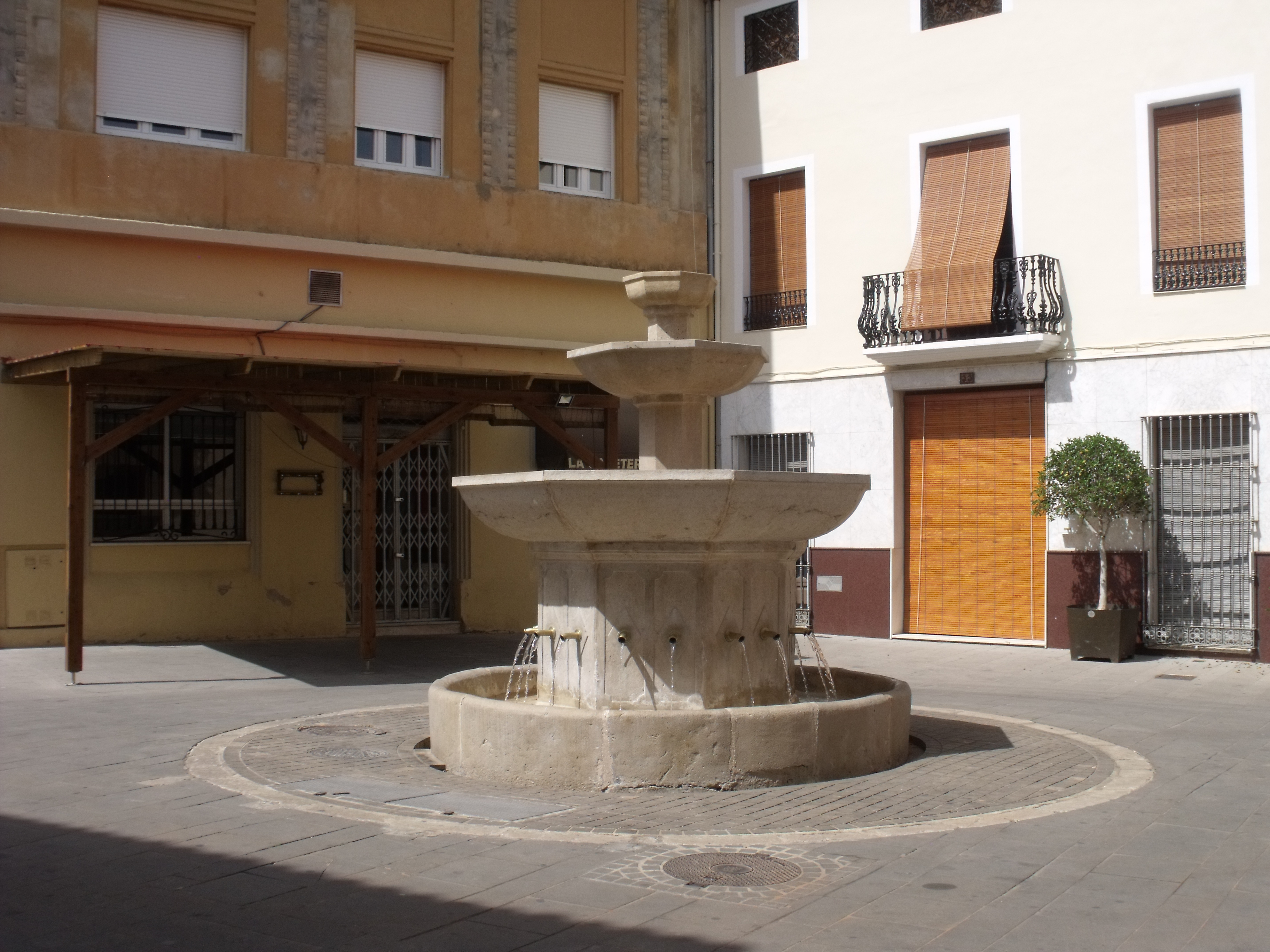
Fuente de dieciséis chorros Villalonga.

La fuente de 16 chorros es una fuente situada en la plaza principal de Villalonga, (Valencia, España) Fue construida en 1913 y recibe el agua de un manantial cercano. Como su nombre indica, posee 16 caños, repartidos en tres pilas. Tiene un caudal muy elevado en épocas de máximos puede llegar a 6000 litros por minuto y parten de ella 4 hilos de agua que nutren a su paso los huertos de la población. La 
patrona de Villalonga, La Virgen de la Fuente recibe su nombre por antigua leyenda referida a la fuente. 

## Historia
Construida en 1913, al cabo de unos años, se le añadió una especie de columna coronada por una estatua símbolo de la justicia. Sin embargo, esta fue derribada en 1931 en la Segunda República. En las fiestas patronales de octubre de 1951 se inauguró la nueva "Font de 16 Xorros". Fue levantada para que tuviera la misma altura que la plaza, eliminándose así los escalones que había que bajar para acceder a ella. Además se le añadieron una especie de plafones, actualmente se sigue conservando de esta forma.

## Leyenda
Estrechamente asociado a su mecenas la Mare de Déu de la Font. La tradición dice que en 1708 un leñador y pesquero Senent Pla encontró una  cajita de madera navegando a contracorriente en el río del pueblo, el río Serpis, dentro de ella había una virgen tallada de madera. Esta virgen se utilizaba para llevarla a los enfermos y con los rezos se curaban. En 1712 una severa sequía azotó la ciudad poniendo en peligro los cultivos y el ganado. En ese momento el cura del pueblo decidió colocar a la Virgen en la fuente del manantial y poco después el agua empezó a brotar. Tras este suceso, considerado un milagro  la escultura desapareció y muchos meses más tarde, se encontró en el tronco de una morera. Para evitar que esto volviera a suceder, se construyó una capilla para resguardarla y que no se volviese a perder.  Solo se ha desmantelado en momentos muy específicos y durante la guerra civil se escondió en la casa de un vecino del pueblo.